# Ховард, Шерри
Шерри Ховард (англ. Sherri Frances Howard; род. 1 июня 1962, Шерман, Техас) — американская легкоатлетка (бег на короткие дистанции), чемпионка и призёр летних Олимпийских игр, участница двух Олимпиад, олимпийская рекордсменка.

## Карьера
На домашней летней Олимпиаде в Лос-Анджелесе Ховард выступала в 4×400 метров. В этой дисциплине команда США (Шерри Ховард, Валери Бриско-Хукс, Чандра Чизборо, Лили Литервуд) завоевала золотые медали и установила олимпийский рекорд (3:18,29 с). Серебряные и бронзовые медали поделили команды Канады (3:21,21 с) и ФРГ (3:22,98 с) соответственно.
На следующей летней Олимпиаде в Сеуле Ховард снова выступала в этой же дисциплине. На этот раз американки (Денин Ховард, Дайана Диксон, Валери Бриско, Флоренс Гриффит-Джойнер, Шерри Ховард, Лили Литервуд) заняли второе место (3:15,51 с), уступив команде СССР (3:15,17 — мировой рекорд) и опередив бронзовых призёров — команду ГДР (3:18,29 с).

## Семья
Ховард является сестрой чемпионки и призёра Панамериканских и Олимпийских игр Денин Ховард и золовкой призёра Олимпийских игр, чемпиона мира, профессионального боксёра Вирджила Хилла.

## Фильмография
Шерри Ховард снялась в фильме «Царь скорпионов» (2002) в роли принцессы Исиды. Также она снялась в фильмах «Мыслить как преступник» (2007, детектив), «Секретные материалы» (2000), «Профиль убийцы» (1997, Эшли Бернардинг) и целом ряде других.